# Michael Kühnen
Michael Aloysius Alfons Kühnen (* 21. Juni 1955 in Beuel; † 25. April 1991 in Kassel) war ein deutscher rechtsextremer Aktivist und einer der bekanntesten Anführer der Neonazi-Szene in der Bundesrepublik Deutschland während der 1980er Jahre. 

## Leben
Kühnen wuchs in einem bürgerlichen, begüterten, liberalen und katholischen Elternhaus als Einzelkind auf. Er besuchte das katholische Collegium Josephinum Bonn, an dem er 1974 das Abitur ablegte
und Schülersprecher war.
Von 1974 an diente er als Zeitsoldat bei der Bundeswehr und studierte an der Universität der Bundeswehr Hamburg, wurde aber 1977 als Leutnant aufgrund seiner rechtsextremen politischen Tätigkeit fristlos entlassen.

### Politisches Wirken

#### Politische Anfänge und Orientierungsversuche
Er engagierte sich schon seit den späten 1960er-Jahren in verschiedenen rechtsextremen Organisationen, so war er bereits mit 14 Jahren bei den Jungen Nationaldemokraten (JN) und der NPD aktiv. Danach wirkte er bei der Aktion Widerstand, Aktion Neue Rechte (ANR), zeitweise war er aber auch Mitglied bei der Jungen Union und bei der maoistischen KPD-AO (der Kulturrevolution fühlte er sich auch noch 1989 verbunden).
Kühnens Eltern missbilligten die politischen Aktivitäten ihres Sohnes.

#### Verfestigung im Neonazismus
1976, während seiner Zeit bei der Bundeswehr, intensivierten sich seine neonazistischen Kontakte. Nach seiner Entlassung 1977 war er ausschließlich im rechtsextremen Politspektrum aktiv. Am 8. Mai 1977 gründete er gemeinsam mit zwei weiteren Rechtsextremisten eine Unterorganisation der von Gary Lauck gegründeten neonazistischen NSDAP-Aufbauorganisation namens „SA-Sturm Hamburg“. Aus dieser Unterorganisation entstand am 26. November 1977 die Organisation Aktionsfront Nationaler Sozialisten (ANS), der er mit einer von ihm organisierten Aktion im Mai 1978 bundesweite Publizität verschaffte: Mehrere ANS-Mitglieder posierten mit Eselsmasken und den Holocaust leugnenden Pappschildern („Ich Esel glaube noch, daß in deutschen KZs Juden vergast wurden“) vor den Kameras von Journalisten. Kühnen wurde schnell zum führenden Kopf der militanten deutschen Neonazi-Szene. Zu seinen damaligen Anhängern gehörten u. a. Thomas Brehl (Wehrsportgruppe Fulda), Christian Worch, Gottfried Küssel (der ihn während seiner Haftaufenthalte als Anführer der Gesinnungsgemeinschaft der Neuen Front (GdNF) vertrat), Steffen Hupka und Arndt Heinz Marx. Während seiner zweiten Haft wurde nach einem verbandsinternen Appell zur Ausrottung der „Homosexuellen, Perversen und Verräter“ am 26. Mai 1981 das ehemalige ANS-Mitglied Johannes Bügner (* 1955) aufgrund „erwiesener Homosexualität“ von fünf ANS-Leuten in der Feldmark bei Stemwarde erstochen. Kühnen distanzierte sich von der Tat und widmete Bügner seine 1986 fertiggestellte 67-seitige Broschüre Nationalsozialismus und Homosexualität. Kühnen leitete das Komitee zur Vorbereitung der Feierlichkeiten zum 100. Geburtstag Adolf Hitlers des Collegium Humanum.

#### Verurteilungen und Verbote
Im Jahr 1978 wurde er wegen der Verwendung von Kennzeichen verfassungsfeindlicher Organisationen zu sechs Monaten Haft verurteilt. Dem folgte am 13. September 1979 eine Verurteilung zu einer vierjährigen Haftstrafe wegen Volksverhetzung und Verbreitung von neofaschistischen Propagandamaterialien im sogenannten Bückeburger Prozess. Während der Haft schrieb er an einer weit gefassten Propagandaschrift Die zweite Revolution. Nach der Haftentlassung 1982 übernahm er abermals die Leitung der ANS. Nach Erkenntnissen der Hamburger Behörde für Inneres bemühte sich Kühnen in Folge der Haftentlassung verstärkt darum, Fußballanhänger und Skinheads als Mitstreiter zu gewinnen. Die ANS wurde am 7. Dezember 1983 vom Bundesinnenministerium verboten. Darauf setzte sich Kühnen nach Frankreich ab. 1984 wurde er dort verhaftet und nach Deutschland ausgeliefert. Im Januar 1985 wurde Kühnen wegen Verbreitung von NS-Propagandamitteln zu drei Jahren und vier Monaten Haft verurteilt. Im Gefängnis erhielt Kühnen einen fünfstündigen Besuch vom österreichischen Dichter Erich Fried.
Ein 2016 aufgetauchter Bericht der Stasi enthält Indizien dafür, dass zur Zeit seiner Haftentlassung 1982 ein Kontakt zum niedersächsischen Verfassungsschutz bestand.

#### Reaktion auf den Golfkrieg
1991 kündigte Michael Kühnen an, eine internationale Einheit aus Freiwilligen aufstellen zu wollen, die im Zweiten Golfkrieg auf der Seite des Irak kämpfen sollte.

#### Auflösung der GdNF
Während seiner Haft ab 1985 brach innerhalb der GdNF ein harter Richtungsstreit aus. Kühnens interner Rivale Jürgen Mosler rief zur Ausmerzung aller „Schweine, Kranken und Perversen“ auf. Jeder Schwule sei ein „Verräter am Volk“ und mitverantwortlich für die Ausbreitung von AIDS. Angegriffen und ausgeschlossen wurde auch das französische „Ehrenmitglied“ Michel Caignet, Herausgeber der rechtsextremen Homosexuellenzeitung Gaie France und der Auslandszeitung der ANS. Mosler und andere kündigten Kühnen die Gefolgschaft „wegen seines Bekenntnisses zur Homosexualität“ auf, so der Rechtsextremismusforscher Jens Mecklenburg. Auch andere Wissenschaftler bestätigen Kühnens Homosexualität. Kühnen verteidigte die Vereinbarkeit von Homosexualität mit dem Nationalsozialismus und erklärte am 1. September 1986 zusammen mit seinen Freunden den Austritt aus der GdNF, was zur Spaltung der Organisation führte. In Broschüren und Rundschreiben entfaltete er seine an Hans Blüher und Ernst Röhm orientierte Theorie der Männerbünde:

„Die Kultur- und Staatswerdung beruhe auf ordensähnlichen, männerbündischen Prinzipien; die sexuelle Betätigung der ‚Volksgenossen‘ entspringe der liebevollen Hingabefähigkeit an die Gemeinschaft des nationalen Volkes und stehe nicht im Widerspruch zum neuen Nationalsozialismus.“

Seiner Ansicht nach hätten Männer kulturell lernen müssen, ihre „‚überschüssige‘ Sexualität so zu gebrauchen, daß sie nicht zum Schaden, sondern nach Möglichkeit sogar zum Nutzen der kulturellen Gemeinschaften sich auswirkt“; denn es entspreche für den Mann ganz offensichtlich „nicht seiner biologischen Bestimmung, seine Sexualität ausschließlich zur Fortpflanzung zu benutzen“. Eine Möglichkeit der nutzbringenden Sexualität sah Kühnen in „sexuelle[n] Beziehung[en] zu anderen Männern oder geschlechtsreifen Knaben“. Kühnen bestritt im Übrigen, dass er mit seinen Publikationen ein Coming-out seiner sexuellen Orientierung vorgenommen habe, da „ausschließlich Haltung und Leistung im Kampf zählen und nichts anderes – schon gar keine privaten Bettgeschichten“, und äußerte sich angeblich nie öffentlich zu seiner eigenen sexuellen Orientierung.
Der Austritt konnte jedoch seinen Einfluss auf das Neonazimilieu nicht merklich schmälern. Im Januar 1989 ließ sich Kühnen erneut zum „Führer“ der FAP ausrufen. Schon körperlich gezeichnet, nahm Kühnen als „Führer der Gesinnungsgemeinschaft der Neuen Front“ 1990 an den „Gedenkfeiern“ für Rudolf Heß und am „Gauleitertreffen“ in Fulda teil.

### Tod und Auswirkungen
Nachdem Kühnen im April 1991 an den Folgen seiner AIDS-Erkrankung im Städtischen Krankenhaus Kassel gestorben war, löste sich die Organisation, die er aufgebaut hatte, weitgehend auf. Die Mitglieder engagierten sich jedoch in verschiedenen anderen rechtsextremen Gruppierungen weiter. Christian Worch kolportiert dazu die Verschwörungstheorie, Kühnen sei nach seiner Auslieferung aus Frankreich durch die bundesdeutschen Behörden mittels einer Spritze gezielt mit dem HI-Virus infiziert worden.
Kühnen wurde im Krematorium des Kasseler Hauptfriedhofes eingeäschert und am 3. Januar 1992 auf dem Kasseler Westfriedhof beigesetzt. Seine Beerdigung gestaltete sich problematisch: Kühnen hatte testamentarisch verfügt, in Langen bei Offenbach beerdigt zu werden, und seiner Familie verboten, sich um seine Beerdigung zu kümmern. Stattdessen verpflichtete er seine Verlobte Esther Simone Wohlschläger (genannt „Lisa“, ab 1990 Vorsitzende der Deutschen Frauenfront) und Christian Worch schriftlich dazu, seine Asche nach Langen zu bringen. Lange Zeit waren jedoch weder Langen noch andere dafür infrage kommende Städte bereit, Kühnen bei sich beerdigen zu lassen. Im April 1992 wurde die Urne angeblich vom Kasseler Westfriedhof entwendet. Ein entsprechender Beitrag von Michael Born in Spiegel TV Magazin, in dem „Autonome“ die Urne ausgruben, war jedoch gefälscht.

## Ideologie

### Nationalsozialismus
Kühnen bekannte sich offen zum Nationalsozialismus. Sein klares Bekenntnis und sein Wunsch, nahtlos an die Zeit des Nationalsozialismus anzuschließen, desillusionierte die Teile der deutschen Gesellschaft, die geglaubt hatten, mit dem Aussterben der Kriegsgeneration würde sich das Problem des Rechtsradikalismus in der Bundesrepublik von alleine erledigen. Insbesondere knüpfte er dabei an den sozialrevolutionären Strömungen innerhalb der NSDAP und namentlich an die SA Ernst Röhms an, den er imitierte. Kühnen vertrat offen Positionen des Antisemitismus, den er mitunter als Antizionismus kaschierte. Eine von ihm gegründete „Antizionistische Aktion“ bekannte sich offen zum nationalsozialistischen Vernichtungsantisemitismus: „Ohne Lösung der Judenfrage, keine Erlösung der Menschheit“.

### Völkische Kulturrevolution
Als Gegenbewegung zur „Kulturrevolution“ seitens der 68er-Bewegung propagierte Michael Kühnen eine „völkische“ oder „Deutsche Kulturrevolution“, geprägt von Antisemitismus, Anti-Materialismus und Antiamerikanismus. Die USA wurden dabei als Marionette Israels und des Judentums dargestellt und die „völkische Kulturrevolution“ als Allheilmittel gegen den Amerikanismus bezeichnet: „Der Amerikanismus ist die extremste Ausprägung bürgerlich-materialistischer Lebenshaltung […] und damit die Hauptkraft der heutigen Dekadenz.“ Materialismus sei dabei das „Werkzeug“ für die „Endziele des Zionismus bei seinem Kampf um die Weltherrschaft“.

## Schriften
- Die zweite Revolution. Glaube und Kampf. 1979.
- Nationalsozialismus und Homosexualität. Eigendruck, Paris 1986.
  - französisch: National-socialisme et homosexualité. Éditions Ars magna, Nantes 2004, ISBN 2-912164-33-8.
- Führertum zwischen Volksgemeinschaft und Elitedenken.
- Einführung in die NS-Lebensanschauung.
- Das 25 Punkte Programm der NSDAP neukommentiert.
- Lexikon der Neuen Front.
- Politisches Soldatentum: Tradition und Geist der SA.